# Cunninghamia konishii
Cunninghamia konishii – gatunek drzewa z rodziny cyprysowatych. Przez długi czas gatunek uważany był za endemiczny dla Tajwanu, jednak potwierdzony został także z chińskiej prowincji Fujian oraz z obszarów na północnym pograniczu Laosu i Wietnamu. Rośnie w rozproszeniu w górskich lasach iglastych lub tworzy czyste drzewostany na terenach górskich, od 600 do 2200 m n.p.m. Nazwa gatunkowa upamiętnia japońskiego botanika – Noriaki Konishiego, który w 1906 zebrał materiał zielnikowy, który stał się typem nomenklatorycznym gatunku. Gatunek nie jest tak rozpowszechniony w uprawie jak gatunek siostrzany (stroigła chińska) ze względu na mniejszą odporność na mróz (wymaga 9 strefy mrozoodporności). 

## Morfologia
PokrójDrzewa o pędach rozgałęzionych okółkowo (u młodych okazów), później nieregularne. Osiągają 50 m wysokości, a ich pień 2,5 m średnicy. Boczne gałązki z czasem zasychają i są odrzucane. Pień pokryty jest jasno czerwonobrązową, łuskowatą korą.
LiścieWąsko lancetowate, sztywne, ułożone na pędach skrętolegle, gęsto, na brzegach drobno piłkowane, pośrodku zwykle nieco wygięte. Żywe przez 5 lat lub nieco dłużej, potem zasychają. Liście są nieco woskowane, dzięki czemu listowie ma nieco niebieskawy odcień. Liście osiągają 1,5–2 cm długości i 1,5–2,5 mm szerokości.
Organy generatywneRośliny jednopienne. Strobile męskie kotkowate, długości do 2,5 cm, skupione są po 14–16 na końcach gałązek. W każdym strobilu znajduje się od 30 do 100 skrętolegle wyrastających łuskowatych mikrosporofili. Łuski mają kształt trójkątno-owalny, są piłkowane i zawierają po 3 kuliste worki pyłkowe. Szyszki żeńskie owalne ze skórzastymi, sztywnymi, trójkątnymi łuskami, na brzegach piłkowanymi i kolczasto zakończonych na szczycie. Szyszki mają 2–2,5 cm długości i 1,5–2 cm szerokości. Wyrastają pojedynczo lub rzadko skupione po kilka. Na szczycie często przerastają dalej rosnącym, ulistnionym pędem.
NasionaRozwijają się po 3 na łuskach nasiennych, nieco spłaszczone, po bokach z wąskimi skrzydełkami. Mają ok. 6 mm długości.
Rośliny podobneDrugi z gatunków w obrębie rodzaju (stroigła chińska) ma wyraźnie większe liście (powyżej 3 cm długości i 3 mm szerokości) oraz szyszki (powyżej 2,5 cm długości).